# Irina Deleanu
Irina Deleanu (n. 12 noiembrie 1975, București, România) este o fostă sportivă de gimnastică ritmică din România. 

## Biografie
La Campionatul Mondial de gimnastică ritmică din 1992⁠(d) a câștigat medalia de bronz la coardă. La Jocurile Olimpice de vară din 1992 s-a clasat pe locul 6. S-a retras din sport în 1993. Un concurs anual de gimnastică ritmică cu numele ei, Cupa Irina Deleanu, se desfășoară la București. Din 2003 este președinta Federației Române de Gimnastică Ritmică.
Federația Internațională de Gimnastică a inițiat proceduri disciplinare împotriva Irinei Deleanu la 12 martie 2012, la cererea Federației de Gimnastică din Cipru, pentru deteriorarea reputației gimnastei cipriote Chrystalleni Trikomiti⁠(d), în urma observațiilor făcute de ea în timpul unui interviu de televiziune, cu privire la jurizarea calificărilor la gimnastică ritmică pentru Olimpiada de la Londra din 2012, care au avut loc în ianuarie 2012. Deleanu a fost suspendată de membrii Comitetului Tehnic al Uniunii Europene de Gimnastică de la data deciziei menționate până la 31 decembrie 2016. Durata de suspendare a fost redusă mai târziu până la sfârșitul lunii decembrie 2015.

## Palmares

### Campionnate mondiale
- Bruxelles 1992
  - Medalie de bronz la coardă.

### Campionnate europene
- Göteborg 1990
  - Medalie de bronz la minge.